# عبدالرحمان بن علی
عبدالرحمان بن علی (نام مذکر+نام پدر) نسبی در زبان عربی است و نسب افراد زیر است:
- ابن ابی صادق
- ابن جوزی